# Por Primera Vez
 (juillet 2023).
La mise en forme du texte ne suit pas les recommandations de Wikipédia : il faut le « wikifier ».
Les points d'amélioration suivants sont les cas les plus fréquents. Le détail des points à revoir est peut-être précisé sur la page de discussion.
- Les titres sont pré-formatés par le logiciel. Ils ne sont ni en capitales, ni en gras.
- Le texte ne doit pas être écrit en capitales (les noms de famille non plus), ni en gras, ni en italique, ni en « petit »…
- Le gras n'est utilisé que pour surligner le titre de l'article dans l'introduction, une seule fois.
- L'italique est rarement utilisé : mots en langue étrangère, titres d'œuvres, noms de bateaux, etc.
- Les citations ne sont pas en italique mais en corps de texte normal. Elles sont entourées par des guillemets français : « et ».
- Les listes à puces sont à éviter, des paragraphes rédigés étant largement préférés. Les tableaux sont à réserver à la présentation de données structurées (résultats, etc.).
- Les appels de note de bas de page (petits chiffres en exposant, introduits par l'outil «  Source ») sont à placer entre la fin de phrase et le point final[comme ça].
- Les liens internes (vers d'autres articles de Wikipédia) sont à choisir avec parcimonie. Créez des liens vers des articles approfondissant le sujet. Les termes génériques sans rapport avec le sujet sont à éviter, ainsi que les répétitions de liens vers un même terme.
- Les liens externes sont à placer uniquement dans une section « Liens externes », à la fin de l'article. Ces liens sont à choisir avec parcimonie suivant les règles définies. Si un lien sert de source à l'article, son insertion dans le texte est à faire par les notes de bas de page.
- La présentation des références doit suivre les conventions bibliographiques. Il est recommandé d'utiliser les modèles {{Ouvrage}}, {{Chapitre}}, {{Article}}, {{Lien web}} et/ou {{Bibliographie}}. Le mode d'édition visuel peut mettre en forme automatiquement les références.
- Insérer une infobox (cadre d'informations à droite) n'est pas obligatoire pour parachever la mise en page.

Pour une aide détaillée, merci de consulter Aide:Wikification.
Si vous pensez que ces points ont été résolus, vous pouvez retirer ce bandeau et améliorer la mise en forme d'un autre article.
 (juillet 2023).
Pour plus de détails, voir Fiche technique et Distribution.
Por Primera Vez est un court-métrage documentaire cubain, réalisé par Octavio Cortázar en 1967.
Le 12 avril 1967, un ciné-mobile (camion qui permet de projeter des films) arrive dans le village reculé de Los Munos, dans le massif montagneux de Sierra Maestra, à Cuba et vient projeter Les temps modernes de Charlie Chaplin (1936). Les villageois découvrent un film pour la première fois.

## Synopsis
Au début, les projectionnistes expliquent le mécanisme de projection (un projecteur portable 16 mm à l’arrière du camion) et présentent leur mission. Le générique s’affiche en musique, et on suit le voyage du camion dans les montagnes. Le village et ses habitants apparaissent dans des plans muets. Puis le réalisateur interroge la population sur son inexpérience du cinéma, et ce qu’elle en imagine.
La fin du court-métrage est consacrée à la projection : un extrait des Temps Modernes de Chaplin, et les réactions du public.

## Fiche technique
- Titre du film : Por Primera Vez
- Réalisation : Octavio Cortázar
- Scénario : Octavio Cortázar
- Photographie : José López
- Son : Ricardo Istueta, Eugenio Vesa
- Musique : Raul Gomèz
- Montage : Caìta Villalon
- Producteur : ICAIC (Instituto Cubano del Arte e Industria Cinematográficos)
- Distributeur : ICAIC (Instituto Cubano del Arte e Industria Cinematográficos)
- Pays d’origine : Cuba
- Langue originale : Espagnol
- Durée : 9 minutes
- Format : 35 mm - Noir et blanc
- Année de sortie : 1967

## Contexte historique
L’ICAIC est créé en mars 1959, quelques mois après la naissance de la république cubaine.
Au contact des cinématographies européennes et soviétiques, de jeunes réalisateurs cubains se forment, et réintroduisent la question sociale dans le cinéma national. La majorité des films produits sont des films documentaires : soit des films de propagande exaltant les réalisations du régime, soit des films à visée didactique à l’attention du peuple cubain. Cuba apparaît comme le siège majeur du cinéma militant d’Amérique latine.
Au sein des documentaires de l’ICAIC, le travail d’Octavio Cortázar est important, qu’il s’agisse des courts-métrages didactiques de la série Enciclopédia National en 1961-1962 ou de Por Primera Vez, un classique du cinéma documentaire cubain.
L’ ICAIC accompagne l’éducation des citoyens aux valeurs révolutionnaires. L’accès au cinéma devient politique : création d’un monopole d’état sur le cinéma, d’une cinémathèque, rachat de salles, et mise en place de ciné-mobiles pour montrer la révolution ou des classiques du cinéma.
Dans le contexte plus général de l’alphabétisation, lancée en Amérique latine entre 1961 et 1962, le gouvernement révolutionnaire, avec l’ICAIC, promeut l’« alphabétisation cinématographique » dans les zones rurales dépourvues de salles. Des milliers de paysans découvrent le cinéma.
Ces projections itinérantes du « Ciné Mobil » sont filmées par Octavio Cortázar dans son court-métrage. C'est le seul film documentaire qui se penche sur la campagne de ciné-mobiles ; il est donc considéré comme un document historique majeur.

## Remarques
La puissance du film tient notamment à son inscription dans l’histoire du cinéma : il fait revivre le grand classique du cinéma qu’est Les temps modernes ; il évoque les premières projections cinématographiques et les réactions des spectateurs, en 1896, face à L'Arrivée d'un train en gare de La Ciotat, qui, eux aussi, voyaient un film « pour la première fois ».
La forme du documentaire, en particulier la présence importante des entretiens, s’intègre dans l’actualité mondiale du documentaire. Le film se rattache au cinéma direct, un genre de documentaire qui apparaît dans les années 1960.
Parce que les techniques permettent désormais de filmer et d’enregistrer simultanément, il devient possible de mener des entretiens. Se sont illustrés, dans le cinéma direct des réalisateurs comme Chris Marker, Pierre Perrault, Jean Rouch, Frederick Wiseman.

## Analyse
Ce film a fait l’objet de nombreuses analyses, souvent divergentes, au sujet de la relation entre les « filmeurs » et les « filmés ».

### Un film paternaliste?
Pour certains, comme Ann Marie Stock, le film est un exemple de relation paternaliste entre les réalisateurs cubains et les habitants ruraux. Quelques années plus tard, des approches filmiques seront davantage participatives. Le film est pour elle « délicieux ». Mais son interprétation personnelle est que la représentation des ruraux est problématique : elle renforce les divisions entre ville et campagne : « Les  "campesinos" sont placés dans une position subalterne par rapport à leurs homologues "habanero" ».
En outre, le film confirmerait les stéréotypes sur la naïveté rurale offerte en spectacle à un spectateur urbain qui lui serait supérieur.

### Un film démocratique?
D’autres interprétations s’opposent diamétralement à celle d’Ann Marie Stock. Pour Julianne Burton, le film s’engage de façon démocratique auprès de la ruralité pauvre de Cuba, autant dans les thématiques que sur le plan formel. Tout d’abord, le film se concentre sur des êtres privés de droit historiquement (les femmes des campagnes et les enfants). De plus, l’approche vérité permet d’éviter l’écueil de l’autorité absolue du réalisateur : elle permet aux personnes interrogées de s’exprimer directement et de façon authentique. Le réalisateur refuse les barrières hiérarchiques conventionnelles du film documentaire ethnographique, où les voix marginales sont mises à distance par l’interprétation du réalisateur ; il choisit de donner la parole à des individus pauvres de la campagne, rarement représentés.
Nicholas Balaisis éclaire ces lectures opposées en précisant le contexte historique de chacune de ces interprétations. L’essai de Julianne Burton, publié dans les années 1990, s’inscrit dans un mouvement d’enthousiasme de nombreux critiques de gauche pour le travail esthétique et politique des réalisateurs d’Amérique latine des années 1960. En revanche, le livre d’Ann Marie Stock a été publié une vingtaine d’années après la fin de l’URSS, période de difficultés politiques et économiques ayant entraîné un certain cynisme face aux aspirations originelles de la révolution cubaine.
Le choix des Temps modernes comme film projeté pose une question : pourquoi montrer un film qui reflète les conditions d’un capitalisme industriel avancé à une audience rurale ? Comme l’écrit le critique cubain Miguel Torres, ce public « n’a jamais vu un film ni lu un livre… et ne connaît la réalité qu’à travers la houe et la machette ? ».
La réponse est que Les Temps modernes est un film majeur pour les critiques de gauche. Pour de nombreux théoriciens du cinéma européens, Walter Benjamin, Siegfried Kracauer, et Béla Balázs, Chaplin a élaboré une critique puissante du capitalisme moderne. La plupart des intellectuels cubains de gauche étaient méfiants devant les films américains qui envahissaient les écrans dans les années 1920 et 1930. Chaplin représentait au contraire une exception face au culte du capitalisme. Il reste d’ailleurs une figure majeure de la révolution cubaine : son visage est peint sur de nombreux cinémas, il a donné son nom à un des cinémas les plus importants de la Havane, rattaché au ICAIC, le Ciné Chaplin.

## Diffusion
Le film a été projeté en 2010 dans le cadre de la 33e édition du festival de cinéma de Douarnenez.
Il est maintenant visible par une audience internationale, grâce à son inclusion dans un DVD MK2 des Temps modernes distribué par les Warner Brothers, ainsi que dans la Collection Criterion.

## Postérité
Dès sa sortie, le film devient un symbole. Il cause un court-circuit entre les ciné-mobiles et la figure de Charlie Chaplin. De nombreux posters de la campagne des ciné-mobiles emploient l’image de Charlie Chaplin.
Le film est considéré comme un témoignage majeur des accomplissements de la révolution cubaine, du point de vue politique et esthétique.
Il continue à inspirer les jeunes générations de réalisateurs cubains. Dans Comme pour la première fois (Like for the first time), un documentaire récent sur le cinéma mobile au début des années 2000, Waldo Ramirez rend explicitement hommage à Por primera vez. Le film intègre des clichés et la musique du film original, commence et se termine par une dédicace à Cortázar.